# Eois
Eois es un género de polillas tropicales de la familia Geometridae.  Fue descrita por primera vez por Jacob Hübner en 1818. Las orugas de las especies Eois suelen ser verdes con marcas más oscuras, pero también existen especies con orugas completamente oscurecidas. Son alimentadores especializados asociados con especies de Piperaceae, con escasos registros adicionales sobre especies de Chloranthaceae. Los adultos suelen ser de pequeño tamaño, con formas, colores y patrones de alas diversos a lo amplio de todo el género.

## Especies
A February 2024, 3l género contiene 267 especies descritas válidamente, 220 de la región neotropical y el resto de áreas tropicales del Viejo Mundo en África y Asia. Se estima que unas 1000 especies neotropicales adicionales permanecen sin describir hasta el momento.
- E. abbreviata Dognin, 1906
- E. acerba Dognin, 1900
- E. adimaria Snellen, 1874
- E. agroica Dyar, 1913
- E. albigrisea Dognin, 1913
- E. albosignata Dognin, 1911
- E. alticola (Aurivillius, 1925)
- E. amarillada Dognin, 1893
- E. amaryllaria Schaus, 1901
- E. amydroscia Prout, 1922
- E. angulata Warren, 1904
- E. anisorrhopa Prout, 1933
- E. antiopata Warren, 1904
- E. apyraria Guenée, 1858
- E. arenacea Dognin, 1912
- E. atrostrigata Warren, 1894
- E. aurata Warren, 1897
- E. azafranata Dognin, 1893
- E. basaliata Warren, 1907
- E. batea Druce, 1892
- E. bellissima Warren, 1904
- E. bifilata Warren, 1895
- E. binaria Guenée, 1858
- E. biradiata Dognin, 1910
- E. bitaeniata Prout, 1910
- E. bolana Dognin, 1899
- E. boliviensis Dognin, 1900
- E. borrata Dognin, 1893
- E. borratoides Prout, 1910
- E. brasiliensis Prout, 1933
- E. brunnea Warren, 1904
- E. brunneicosta Dognin, 1916
- E. burla Dognin, 1899
- E. camptographata Prout, 1922
- E. canariata Dognin, 1903
- E. cancellata Warren, 1906
- E. carmenata Druce, 1892
- E. carnata Druce, 1892
- E. carrasca Dognin, 1899
- E. cassandra Druce, 1892
- E. catana Druce, 1892
- E. cedon Druce, 1892
- E. cervina Warren, 1901
- E. cinerascens Warren, 1907
- E. ciocolatina Warren, 1907
- E. citriaria Schaus, 1912
- E. cobardata Dognin, 1893
- E. coerulea Warren, 1905
- E. cogitata Dognin, 1915
- E. coloraria Schaus, 1901
- E. commixta Warren, 1904
- E. concatenata Prout, 1910
- E. consocia Warren, 1897
- E. contractata Walker, 1861
- E. contraversa Warren, 1907
- E. costalaria Schaus, 1901
- E. cressigenes Prout, 1921
- E. crocina Schaus, 1912
- E. cymatodes Meyrick, 1886
- E. chasca Dognin, 1899
- E. chione Prout, 1933
- E. chrysocraspedata Warren, 1897
- E. decursaria Möschler, 1886
- E. deleta Schaus, 1912
- E. delicatula Warren, 1904
- E. diapsis Prout, 1932
- E. dibapha Schaus, 1912
- E. dione Schaus, 1912
- E. dissensa Schaus, 1912
- E. dissimilaris Moore, 1887
- E. diversicosta Prout, 1911
- E. dorisaria Schaus, 1913
- E. dryantis Schaus, 1912
- E. dryope Schaus, 1912
- E. elongata Schaus, 1912
- E. encina Dognin, 1899
- E. ephyrata Walker, 1863
- E. escamata Dognin, 1893
- E. expressaria Walker, 1861
- E. fasciata Warren, 1901
- E. filiferata Dognin, 1912
- E. flavata Warren, 1896
- E. flavifulva Warren, 1904
- E. flavotaeniata Warren, 1895
- E. fragilis Warren, 1900
- E. fucosa Dognin, 1912
- E. fulva Prout, 1910
- E. fulvicosta Dognin, 1912
- E. funiculata Warren, 1904
- E. furvibasis Dognin, 1913
- E. fuscicosta Dognin, 1912
- E. gemellaria Guenée, 1858
- E. glauculata Walker, 1863
- E. golosata Dognin, 1893
- E. goodmani Schaus, 1913
- E. grataria (Walker, 1861)
- E. griseicosta Warren, 1904
- E. guapa Schaus, 1912
- E. haematodes Warren, 1907
- E. haltima Schaus, 1901
- E. heliadaria Guenée, 1858
- E. hermosaria Schaus, 1901
- E. heza Dognin, 1899
- E. hocica Dognin, 1899
- E. hulaquina Dyar, 1914
- E. hyperythraria Guenée, 1858
- E. ignefumata Dognin, 1910
- E. imitata Warren, 1907
- E. impletaria Walker, 1866
- E. incandescens Herbulot, 1954
- E. inconspicua Warren, 1907
- E. inflammata Dognin, 1910
- E. ingrataria Warren, 1898
- E. innocens Warren, 1902
- E. insignata Walker, 1861
- E. insolens Warren, 1905
- E. insolita Dognin, 1913
- E. insueta Schaus, 1912
- E. intacta Warren, 1904
- E. internexa Dognin, 1910
- E. isabella Schaus, 1901
- E. isographata Walker, 1863
- E. jifia Dognin, 1899
- E. lavendula Warren, 1907
- E. lavinia Schaus, 1912
- E. laxipecten Herbulot, 2000
- E. leucampyx Prout, 1926
- E. lilacea Dognin, 1909
- E. lilacina Warren, 1904
- E. lineolata Warren, 1897
- E. lucivittata Warren, 1907
- E. lunatissima Schaus, 1915
- E. lunifera Dognin, 1912
- E. lunulosa Moore, 1887
- E. macrozeta Herbulot, 1988
- E. marcearia Guenée, 1858
- E. margarita Dognin, 1910
- E. mediogrisea Dognin, 1912
- E. mediostrigata Warren, 1907
- E. memorata Walker, 1861
- E. mexicaria Walker, 1866
- E. mictographa Prout, 1933
- E. mixosemia Prout, 1926
- E. multilunata Dognin, 1912
- E. multistrigaria Warren, 1901
- E. muscosa Dognin, 1910
- E. muscularia Dognin, 1900
- E. myrrha Schaus, 1912
- E. nacara Schaus, 1901
- E. naias Schaus, 1912
- E. neclas Druce, 1892
- E. necula Druce, 1892
- E. neutraria Guenée, 1858
- E. nigriceps Warren, 1907
- E. nigricosta Prout, 1926
- E. nigrinotata Warren, 1907
- E. nigriplaga Warren, 1897
- E. nigrosticta Warren, 1901
- E. noctilaria Schaus, 1901
- E. numeria Druce, 1892
- E. numida Druce, 1892
- E. nundina Druce, 1892
- E. nympha Schaus, 1912
- E. obada Druce, 1892
- E. obscura Dognin, 1909
- E. occia Druce, 1892
- E. odatis Druce, 1892
- E. olivacea Felder, 1875
- E. olivaria Schaus, 1901
- E. operbula Dyar, 1913
- E. ops Druce, 1892
- E. oressigenes Prout, 1921
- E. pallidicosta Warren, 1907
- E. pallidula Warren, 1896
- E. pararussearia Dognin, 1901
- E. paraviolascens Dognin, 1900
- E. parva Dognin, 1918
- E. paulona Schaus, 1927
- E. percisa Warren, 1907
- E. perfusca Herbulot, 1988
- E. perstrigata Warren, 1907
- E. peruviensis Schaus, 1901
- E. phaneroscia Prout, 1922
- E. plana Dognin, 1918
- E. planetaria Warren, 1907
- E. planifimbria Prout, 1922
- E. platearia Schaus, 1901
- E. plicata Moore, 1888
- E. plumbacea Warren, 1894
- E. plumbeofusa Warren, 1901
- E. polycima West, 1930
- E. primularis Prout, 1922
- E. pseudobada Dognin, 1918
- E. punctata Dognin, 1913
- E. punctifera Dognin, 1911
- E. pyrauges Prout, 1927
- E. quadrilatera Dognin, 1899
- E. rectifasciata Fletcher D. S., 1958
- E. reducta Herbulot, 1988
- E. relaxaria Snellen, 1874
- E. restrictata Warren, 1901
- E. reticulata Schaus, 1901
- E. roseocincta Warren, 1908
- E. rubiada Dognin, 1893
- E. rubicunda Dognin, 1912
- E. russearia Hübner, 180, 1818
- E. sagittaria Snellen, 1874
- E. sanguilinea Warren, 1895
- E. sanguilineata Warren, 1901
- E. saria Dyar, 1913
- E. scama Dognin, 1899
- E. semipicta Warren, 1897
- E. semirosea Dognin, 1913
- E. semirubra Warren, 1896
- E. seria Dognin, 1900
- E. serrilineata Prout, 1910
- E. signaria Schaus, 1901
- E. silla Dognin, 1899
- E. simulata Dognin, 1911
- E. singularia Schaus, 1901
- E. snellenaria Möschler, 1882
- E. sordida Warren, 1897
- E. stellataria Warren, 1907
- E. suarezensis Prout, 1923
- E. subangulata Walker, 1861
- E. subcrocearia Snellen, 1874
- E. subpallida Dognin, 1913
- E. subtectata Walker, 1861
- E. tegularia Guenée, 1857
- E. tertulia Dognin, 1893
- E. tessellata Warren, 1897
- E. thetisaria Schaus, 1913
- E. tiebaghi Holloway, 1979
- E. toporata Schaus, 1901
- E. trillista Warren, 1905
- E. trinotata Warren, 1895
- E. undulosaria Warren, 1897
- E. undulosata Warren, 1901
- E. veniliata Walker, 1861
- E. verisimilis Prout, 1922
- E. versata Walker, 1861
- E. vinosata Warren, 1907
- E. violada Dognin, 1899
- E. warreni Dognin, 1913
- E. xanthoperata Warren, 1897
- E. yvata Dognin, 1893
- E. zenobia Schaus, 1912
- E. zorra Dognin, 1896